# Rhotana satsumana
Rhotana satsumana är en insektsart som beskrevs av Matsumura 1914. Rhotana satsumana ingår i släktet Rhotana och familjen Derbidae. Inga underarter finns listade i Catalogue of Life.